# Евангелие от Матей
Евангелието от Матей (на старогръцки: εὐαγγέλιον κατὰ Μαϑϑαῖον) е първата библейска книга от Новия завет и първото синоптично и едно от четирите канонични евангелия.
Традиционно се приема, че авторът е апостол Матей, един от дванайсетте апостоли на Иисус Христос, който споменава себе си в евангелието в глава 9, стих 9. Повечето изследователи смятат, че евангелието е съставено между 80 и 90 година, като обхватът на възможните дати варира между 70 и 110 година (датировка преди 70 година продължава да се поддържа от ограничен кръг автори).
Матей написва евангелието първоначално на едно еврейско наречие, като читателите, за които той го написва, са вярващи евреи. Според някои автори Евангелието от Матей съдържа елементи на неявна полемика срещу по-широката интерпретация на християнството от апостол Павел, като представя Иисус Христос като защитник на традиционната еврейска Тора, скептичен към проповедите сред неевреи.
Като доказателство, че евангелието е насочено първо към евреи и после към всички невярващи (идолопоклонници), е фактът, че то започва с генеалогия на Иисус Христос, наричайки го „Син Давидов“ и „Син Авраамов“. Името Иисус означава Спасител, а Христос – Месия, помазаник. В Стария завет били помазвани първосвещениците, царете и пророците, и според пророците Месията трябвало да бъде потомък на Давид и Авраам. Родословието започва с Авраам, тъй като той бил отец на евреите, а и пръв от всички бил наречен „баща на всички народи“ (Битие 17:4). За евреите един от най-важните белези на бъдещия Месия бил този, той задължително да произлиза от царския род на Давид. Затова, макар в родословието да има и други царе, само за Давид изрично се подчертава, че е цар. В родословието се споменават и имената на четири жени – Тамар, Раав, Рут и Вирсавия. Раав и Рут били езичници, а Тамар и Вирсавия – грешници. С вписването им в родословието, св.ап.Матей целял да покаже, че Христос ще бъде Месия и Спасител не само на евреите и праведниците, но и на езичниците и разкаялите се грешници. Евангелието продължава с Рождеството Христово, бягството на светото семейство в Египет, проповядването на Йоан Кръстител, кръщението на Иисус, изкушението в пустинята, начало на проповядването в Галилея – кратко изложение на заповедите му (глава 5), молитвата „Отче наш“, привличане на дванайсетте апостоли, чудеса и притчи, преображение Господне, нови притчи и изцеления в Юдея, влизане в Йерусалим, проповеди, изобличение на фарисеите, планинската проповед (глава 24), помазването с миро, тайната вечеря, молитвата в Гетсиманската градина, съдът пред Пилат Понтийски, разпъването на Исус,  възкресението и последващите 40 дни – появяването на Христос пред учениците му. Евангелието завършва с възнесението на Христос.